# Andrej Martin
Andrej Martin (pronunciación: andrɛj ˈmartin; Bratislava, 20 de septiembre de 1989) es un tenista profesional eslovaco que juega principalmente en el ATP Challenger Tour.

## Carrera
Su ranking más alto a nivel individual fue el puesto Nº 93, alcanzado el (10 de febrero de 2020) tras llegar a semifinales en Córdoba en 2020. No ha obtenido títulos ATP en la modalidad de singles pero sí ha llegado a la final en Umag en 2016. A nivel de dobles alcanzó el puesto Nº 243 también en esa misma fecha.
Hasta el momento ha obtenido 6 títulos de la categoría ATP Challenger Series, cuatro de ellos en la modalidad de individuales y los dos restantes en dobles.
Desde 2006, Martin jugó en torneos de categoría Futures, de la que ha sido capaz de ganar diez títulos en individuales y ocho en dobles. Desde la temporada 2010, también juega regularmente torneos en el ATP Challenger Tour. Ganó en agosto de 2010 su primer título en esta categoría, ya que en la final del Challenger de Samarcanda derrotó a su compatriota Marek Semjan en sets corridos. 

### 2013
En el primer torneo del año de 2013 llegó a la final del torneo Challenger de Numea ante el francés Adrian Mannarino, pero lo perdió en dos sets. En abril de ese mismo año, se tomó revancha ante el francés. Nuevamente se enfrentaron en otra final, esta vez en el Challenger de México 2013 y esta vez la victoria estuvo con Martin obtiendo una victoria por 4-6, 6-4 y 6-1 para ganar de esta manera su segundo título challenger. 
En el mes de junio también disputó con buen suceso el Challenger de Milán 2013. Cayó derrotado en la final ante el local y principal cabeza de serie del torneo Filippo Volandri. No se dio por vencido y en la gira de torneos challengers italianos ganó su tercer título al ganarle la final del Challenger de San Benedetto 2013 al portugués João Sousa por 6-4, 6-3.

### 2014
En el mes de febrero, junto al austríaco Gerald Melzer ganaron el título de dobles del Morelos Open. Derrotaron a la dupla mexicana de Miguel Ángel Reyes-Varela y Alejandro Moreno Figueroa por parciales de 6-2 y 6-4.

### Copa Davis
Desde el año 2003 es participante del Equipo de Copa Davis de Eslovaquia. Tiene en esta competición un récord total de partidos ganados/perdidos de 3/3 (2/3 en individuales y 1/0 en dobles).

## Títulos ATP (0; 0+0)

### Indivudal (0)
| Leyenda                   |
| Grand Slam (0)            |
| ATP World Tour Finals (0) |
| ATP Masters 1000 (0)      |
| ATP World Tour 500 (0)    |
| ATP World Tour 250 (0)    |

#### Finalista (1)
| N.º | Fecha               | Torneo | Superficie    | Oponente en la final | Resultado |
| --- | ------------------- | ------ | ------------- | -------------------- | --------- |
| 1.  | 24 de julio de 2016 | Umag   | Tierra batida | Fabio Fognini        | 4-6, 1-6  |

### Dobles (0)
| Leyenda                         |
| Grand Slam (0)                  |
| ATP World Tour Finals (0)       |
| ATP World Tour Masters 1000 (0) |
| ATP World Tour 500 (0)          |
| ATP World Tour 250 (0)          |

#### Finalista (1)
| N.º | Fecha                | Torneo  | Superficie    | Pareja                   | Oponentes en la final            | Resultado |
| --- | -------------------- | ------- | ------------- | ------------------------ | -------------------------------- | --------- |
| 1.  | 6 de febrero de 2022 | Córdoba | Tierra batida | Tristan-Samuel Weissborn | Santiago González Andrés Molteni | 5-7, 3-6  |

## Challenger
| Leyenda                     | Individuales | Dobles |
| --------------------------- | ------------ | ------ |
| Grand Slam                  | 0            | 0      |
| ATP World Tour Finals       | 0            | 0      |
| ATP World Tour Másters 1000 | 0            | 0      |
| ATP World Tour 500 Series   | 0            | 0      |
| ATP World Tour 250 Series   | 0            | 0      |
| ATP Challenger Series       | 6            | 5      |

### Individuales
| N.º | Fecha      | Torneo                      | Superficie    | Oponentes en la final | Resultado        |
| --- | ---------- | --------------------------- | ------------- | --------------------- | ---------------- |
| 1.  | 14.08.2010 | Challenger de Samarcanda    | Tierra batida | Marek Semjan          | 6–4, 7–5         |
| 2.  | 21.04.2013 | Challenger de México        | Dura          | Adrian Mannarino      | 4-6, 6-4, 6-1    |
| 3.  | 14.07.2013 | Challenger de San Benedetto | Tierra batida | João Sousa            | 6-4, 6-3         |
| 4.  | 03.08.2014 | Challenger de Liberec       | Tierra batida | Horacio Zeballos      | 1-6, 6-1, 6-4    |
| 5.  | 05.07.2015 | Challenger de Padova        | Tierra batida | Albert Montañés       | 0–6, 6–4, 7–6(6) |
| 6.  | 02.08.2015 | Challenger de Biella        | Tierra batida | Nicolás Kicker        | 6-2, 6-2         |

### Dobles
| N.º | Fecha      | Torneo                | Superficie    | Compañero               | Oponentes en la final                               | Resultado           |
| --- | ---------- | --------------------- | ------------- | ----------------------- | --------------------------------------------------- | ------------------- |
| 1.  | 10.02.2013 | Challenger de Bérgamo | Dura          | Karol Beck              | Claudio Grassi Amir Weintraub                       | 6-3, 3-6, [10-8]    |
| 2.  | 22.02.2014 | Challenger de Morelos | Dura          | Gerald Melzer           | Alejandro Moreno Figueroa Miguel Ángel Reyes-Varela | 6-2, 6-4            |
| 3.  | 31.05.2014 | Challenger de Vicenza | Dura          | Igor Zelenay            | Blazej Koniusz Mateusz Kowalczyk                    | 6-1, 7-5            |
| 4.  | 01.08.2015 | Challenger de Biella  | Tierra batida | Hans Podlipnik-Castillo | Alexandru-Daniel Carpen Dino Marcan                 | 7–5, 1–6, [10–8]    |
| 5.  | 07.08.2015 | Challenger de Liberec | Tierra batida | Hans Podlipnik-Castillo | Wesley Koolhof Matwé Middelkoop                     | 7–5, 6–7(3), [10–5] |